# Saló Internacional del Còmic de Barcelona de 1991
El 9è Saló Internacional del Còmic de Barcelona es va celebrar entre el dijous 9 i el diumenge 12 de maig de 1991 al Mercat del Born.
La principal novetat del certamen de la vinyeta fou l'estrena d'ubicació. El Saló va abandonar definitivament les Drassanes, lloc que havia acollit les tres edicions precedents i es va instal·lar per fi al Mercat del Born. En l'edició anterior Joan Navarro, coordinador del Saló, ja havia posat de manifest la limitació d'espai que suposaven les Drassanes, i havia apuntat a una possible mudança al Born, que finalment es va confirmar. La nova ubicació del Saló va permetre un augment considerable de la seva grandària, duplicant la superfície disponible, que va passar de 4000 m2 a 8000 m². També el nombre d'estands va augmentar, assolint la xifra de 120 estands nacionals més 30 d'internacionals.
Va comptar amb un pressupost de 47 milions de pessetes, format per les subvencions de l'Ajuntament de Barcelona, que va aportar 8 milions i el recinte del Mercat del Born; la Generalitat de Catalunya, que va aportar 7,5 milions; el Ministeri de Cultura, amb una aportació de 10 milions; i l'organització Olimpiada Cultural, que va afegir 1,5 milions, respectivament. A més, la recaptació obtinguda de la contractació d'estands més la venda d'entrades i altres aportacions privades, tenia una previsió de 20 milions.
Els premis del Saló van presentar un nou disseny, creat per Emilio Ermengol.

## Cartell
El cartell de la 9a edició del Saló mostra les dues facetes d'un superheroi. Mirant de cares, el seu rostre és el d'un ciutadà normal i corret però de perfil mostra la seva disfressa de superheroi, cobert per una màscara blava. El cartell fou elaborat pel dibuixant Martí, que havia obtingut el premi a la millor obra al Saló de 1990 amb el còmic Doctor Vértigo.

## Exposicions
- Bugs Bunny: 50 anys molt animats. Exposició dedicada al 50è aniversari de Bugs Bunny. Es tractava d'una exposició itinerant concebuda per la productora americana Warner Bros amb motiu de l'efemèride del seu famós personatge de còmic, que ja havia recorregut diverses ciutats europees abans de ser mostrada a Barcelona.
- God save the comics. Exposició que mostrà l'evolució del còmic britànic, concebuda com un recorregut a través de la seva història, mostrant des de les vinyetes més clàssiques fins a Watchmen i obres de Jeff Hawke o Modesty Blaise. Incloïa originals de Dave McKean i il·lustracions de El imperio Trigono o Dan Dare. L'exposició havia sigut reciclada de le l'anterior edició del Festival del Còmic d'Angulema.
- La ciutat del futur. Exposició sobre urbanisme futurista dissenyada segons les vinyetes de l'autor francobelga François Schuiten. Incloïa també visions de ciutats futuristes d'altres autors sobretot europeus com Mariscal, Moebius, Beroy, Daniel Torres o també Katsuhiro Otomo, etc.
- Javier Olivares. Exposició d'originals del dibuixant Javier Olivares.
- Historieta Jove Europea. Exposició organitzada pel Saló belga de Charleroi.
- El còmic contra la droga.
- SOS Racisme. Exposició organitzada per l'ONG  SOS racisme contra el problema de la creixent xenofòbia a Europa. La mostra incloïa a autors com Trillo-Altuna, Ivà, Perich, Peret, Toni, Joma, Flavio Morais, Perico Pastor, Alfons López, Azagra, Alfonso Font, Joseph August Tharrats Pascual-Joan Tharrats, Rocarols, Nazario, Max, Krahn, Rubén Pellejero, Miguel Gallardo, Man o Cifré.
- Gallego i Rey, caricatures polítiques. Mostra de caricatures polítiques del tàndem Gallego & Rey. Lloc: Sala d'exposicions Hispano (Diagonal, 449).
- Treballs publicitaris per la llibreria Madrid Còmics.

### Exposicions dedicades als guanyadors del Saló del Còmic de 1990
- By Vázquez. Exposició monogràfica dedicada a l'il·lustrador Vázquez, guanyador del Gran Premi del Saló de 1990, amb il·lustracions dels seus personatges de Bruguera com Angelito, las hermanas Gilda, la familia Churumbel, Anacleto, la Abuetita, Paz, etc.
- Art Spiegelman. Exposició monogràfica dedicada a l'il·lustrador americà Art Spiegelman, guanyador del premi a la millor obra estrangera del Saló de Còmic de 1990. Incloïa portades de la revista RAW, originals de Maus i il·lustracions dels populars Garbage Pail Kids (coneguts com la Colla de la Brossa), concebuts inicialment per l'empresa de xiclets Topps Chewing Fun Company.
- Martí Riera. Exposició monogràfica dedicada a l'il·lustrador Martí, guanyador del premi a la millor obra del Saló del Còmic de 1990 per Doctor Vértigo.
- Jaime Martín. Exposició de Jaime Martín, premi a l'Autor Revelació del Saló del Còmic de 1990 per Sangre de Barrio.

## Invitats internacionals
- Hunt Emerson, Kevin O'Neill, Bryan Talbot, Alan Grant, John Wagner, Gran Morrison, Benoît Peeters, François Schuiten i Enki Bilal.

## Palmarès
El jurat va emetre el veredicte durant el transcurs del tradicional sopar a l'Hotel Orient.

### Gran Premi del Saló
- Jordi Bernet

### Millor obra
El premi a la millor obra va comptar amb una dotació econòmica de 500.000 pts.
| Títol                 | Autor            | Editorial |
| --------------------- | ---------------- | --------- |
| Mi cabeza bajo el mar | Pere Joan        | Complot   |
| Raya                  | Micharmut        | Complot   |
| El Proyecto Cíclope   | Miguel Calatayud | Complot   |

### Millor obra estrangera
| Títol                            | Títol original                 | Autor             | Editorial | País         |
| Calvin y Hobbes                  | Calvin and Hobbes              | Bill Watterson    | Norma     | Estats Units |
| Boca de diablo                   | Bouche du Diable               | François Boucq    |           | França       |
| Boca de diablo                   | Bouche du Diable               | Jerome Charyn     |           | França       |
| El último canto de los Maleterre | Le dernier chant des Malaterre | François Bourgeon |           | França       |

### Autor revelació
El premi a l'autor revelació va comptar amb una dotació econòmica de 250.000 pts.
L'obra guanyadora, Sol poniente, havia sigut publicada per entregues a la revista Cairo.
| Autor                | Títol                   | Editorial |
| -------------------- | ----------------------- | --------- |
| Joaquín López Cruces | Sol poniente            | Norma     |
| Ana Miralles         | El brillo de una mirada |           |
| Fernando de Felipe   | S.O.U.L                 |           |
| Montecarlo           | Rutas                   |           |

### Millor fanzine
El premi al millor fanzine va comptar amb una dotació econòmica de 10.000 pts.
| Títol | Títol           |
| ----- | --------------- |
| Urich | (premi ex-aquo) |
| Pogo  | (premi ex-aquo) |

### Menció especial
El jurat va destacar la qualitat dels guions de María Luisa Santiesteban.

## Programa cultural

### Taules rodones i actes
| Data                 | Hora     | Acte |
| -------------------- | -------- | --- |
| Dijous 9 de maig     | 10.00 h. | Inauguració del Saló |
| Dijous 9 de maig     | 12.00 h. | Taula rodona amb els guanyadors de la passada edició Ponents: Manuel Vázquez, Art Spiegelman, Martí i Jaime Martín                            |
| Dijous 9 de maig     | 16.00 h. | Taula rodona: els drets d’autor Ponents: M. Schmidt, J. Bernet, E. Sánchez Abulí, G. Muro, A. López, i J. Marzal                              |
| Dijous 9 de maig     | 18.00 h. | Taula rodona: la importància del guionista a Anglaterra Ponents: Grant Morrison, Alan Grant, Kevin O'Neill, John Wagner                       |
| Divendres 10 de maig | 11.00 h. | Taula rodona: el còmic a Gran Bretanya Ponents: H. Emerson, O. Zarate, C. Ezquerra, M. McMahon                                                |
| Divendres 10 de maig | 12.00 h. | Presentació de Quino |
| Divendres 10 de maig | 13.00 h. | Taula rodona. L'historieta valenciana Ponents: Karpa, Sanchís, Daniel Torres, Calatayud, S. Vázquez de Parga                                  |
| Divendres 10 de maig | 19.00 h. | Presentació de La ciutat del futur Ponents: B. Peeters, F. Schuiten, L. Domínguez, Daniel Torres, P. Giner i Enki Bilal                       |
| Dissabte 11 de maig  | 11.00 h. | Presentació de l'exposició SOS Racisme i taula rodona Ponents: J. Gálvez, C. Sampayo, J. Rom, A. Ballester, Peret, Pere Calders i Lluís Medir |
| Dissabte 11 de maig  | 12.00 h. | Taula rodona: el mercat europeu del còmic Ponents: J. Ribera, F. Serra, A. Knigge, N. Severino, Rafa Martínez                                 |
| Dissabte 11 de maig  | 19.00 h. | Entrega de premis del concurs d'historieta de l'Institut Català de Serveis a la Juventut                                                      |
| Dissabte 11 de maig  | 20.00 h. | Taula rodona: Teatre i còmic Ponents: R. Reguant, J.L. Martín, Ivà                                                                            |
| Diumenge 12 de maig  |          | |
|                      |          | |

### Presentacions
| Data                 | Hora     | Acte |
| -------------------- | -------- | --- |
| Dijous 9 de maig     | 16.00 h. | Presentació de l'àlbum SOUL de Jaime Vane i Fernando de Felipe Amb: Jaime Vane, Fernando de Felipe, Josep Toutain i T. Reguera                       |
| Dijous 9 de maig     | 17.00 h. | Presentació de les novetats de l'editorial La Cúpula Amb: Schultheiss, Boldú, J. Benavides, J.M. Berenguer                                           |
| Dijous 9 de maig     | 18.00 h. | Presentació de les novetats de Norma Editorial Amb: Jope Maria Beroy, Francesc Infante, Alfonso Font, François Schuiten, L. Domínguez, Rafa Martínez |
| Dijous 9 de maig     | 19.00 h. | Presentació de La ciutat del futur Amb: Peeters, F. Schuitten, L. Domínguez, Daniel Torres, P. Giner, Enki Bilal                                     |
| Divendres 10 de maig | 13.00 h. | Presentació de les novetats de Planeta de Agostini                                                                                                   |
| Divendres 10 de maig | 16.00 h. | Presentació de les novetats d'Ediciones Zinco |
| Dissabte 11 de maig  | 13.00 h. | Presentació de les novetats de Planeta de Agostini                                                                                                   |
| Dissabte 11 de maig  | 16.00 h. | Presentació de les novetats d'Ediciones Zinco |
| Dissabte 11 de maig  | 17.00 h. | Presentació de Capitán Europe, amb Ramón de España i Alexandre Amat                                                                                  |
| Dissabte 11 de maig  | 18.00 h. | Presentació de les novetats d'Ikusager Amb: A. Ortega, A. Guiral, P. Espinosa, J. Sempere i E. Santolaya                                             |
| Diumenge 12 de maig  |          | |
|                      |          | |

### Projeccions

#### Còmic: el 9è art
El saló va presentar la sèrie produïda el 1989 per Iñigo Silva per a Episa i Euskal Telebista sota la direcció d'Alejandro Vallejo, amb guions del mateix director i de Carmen Domínguez.
El documental mescla vinyetes de còmics, animades per ordenador, amb una narració en off, música i fragments d'entrevistes realitzades per Antonio Altarriba a diversos dibuixants. Els dibuixants que apareixen a la sèrie són: Dennis Gifford, Maurice Horn, Burne Hogarth, Lee Falk, Hergé, Jack Kirby, Will Eisner, Charles Schulz, Harvey Kurtzman, Mort Walker, Jean Claude Forest, Jean Michel Charlier, Francisco Ibáñez, Gilbert Shelton, Richard Corben, Quino, Albert Uderzo, Gotlib, Moebius, Philippe Druillet, Tanino Liberatore, Horacio Altuna, Enki Bilal, Milo Manara, July Simmons, Howard Chaykin, Alan Moore, Beto Hernández, Osamu Tezuka, Kosei Ono, Gō Nagai, Hiroshi Hirata i Goseki Kojima.
| Data                 | Hora     | Acte                                          |
| -------------------- | -------- | --------------------------------------------- |
| Dijous 9 de maig     | 13.00 h. | Capítols 1 i 2 de la sèrie Còmic: el 9è art   |
| Dijous 9 de maig     | 16.00 h. | Capítol 3 de la sèrie Còmic: el 9è art        |
| Dijous 9 de maig     | 19.00 h. | Capítols 4 i 5 de la sèrie Còmic: el 9è art   |
| Divendres 10 de maig | 10.00 h. | Capítols 6 i 7 de Còmic: el 9è art            |
| Dissabte 11 de maig  | 10.00 h. | Capítols 8 i 9 de la sèrie Còmic: el 9è art   |
| Diumenge 12 de maig  | h.       | Capítols 10 i 11 de la sèrie Còmic: el 9è art |
| Diumenge 12 de maig  | h.       | Capítols 12 i 13 de Còmic: el 9è art          |

#### Cicle de cinema
Tal com ja s'havia fet en l'edició prèvia, aquest cop el Saló també va comptar amb un cicle de cinema, fruit de la col·laboració amb la Filmoteca de Catalunya. El cicle es titulava "El cinema i el còmic" i les projeccions tingueren lloc a la Travessera de Gràcia, 63.
| Data                 | Hora     | Pel·lícula                             | Direcció         |
| -------------------- | -------- | -------------------------------------- | ---------------- |
| Dijous 9 de maig     | 18.00 h. | Captain Sindbad (1963)                 | Byron Haskin     |
| Dijous 9 de maig     | 22.00 h. | The Punisher (1989)                    | Mark Goldblatt   |
| Divendres 10 de maig | 18.00 h. | Star Trek 2: La còlera del Khan (1982) | Nicholas Meyer   |
| Dissabte 11 de maig  | 16.00 h. | Gappa: The Triphibian Monster (1967)   | Haruyasu Noguchi |
| Dissabte 11 de maig  | 18.00 h. | La guerra de les galàxies (1977)       | George Lucas     |
| Dissabte 11 de maig  | 22.00 h. | RoboCop (1986)                         | Paul Verhoeven   |
| Diumenge 12 de maig  |          |                                        |                  |